# 21 pr. n. št.
21 pr. n. št. je bilo po julijanskem koledarju navadno leto, ki se je začelo na ponedeljek, torek ali sredo, ali pa prestopno leto, ki se je začelo na torek (različni viri navajajo različne podatke). Po proleptičnem julijanskem koledarju je bilo prestopno leto, ki se je začelo na nedeljo.
V rimskem svetu je bilo znano kot leto sokonzulstva Lolija in Lepida, pa tudi kot leto 733 ab urbe condita.
Oznaka 21 pr. Kr. oz. 21 AC (Ante Christum, »pred Kristusom«), zdaj posodobljeno v 21 pr. n. št., se uporablja od srednjega veka, ko se je uveljavilo številčenje po sistemu Anno Domini.

## Dogodki
- rimski vojskovodja Mark Vipsanij Agripa se poroči s hčerko cesarja Avgusta.

## Rojstva
- Nevij Sutorij Makron, rimski pretorijanski prefekt († 38)